# 聂拉木独活
聂拉木独活（学名：Heracleum nyalamense）是伞形科独活属的植物，是中国的特有植物。分布于中国大陆的湖南、江西等地，生长于海拔2,300米的地区，多生于向阳山坡的灌丛林中及溪谷林缘地，目前尚未由人工引种栽培。

## 别名
独活（江西）、前胡（湖南）